# Segmentation (mécanique)
Pour les articles homonymes, voir Segmentation.

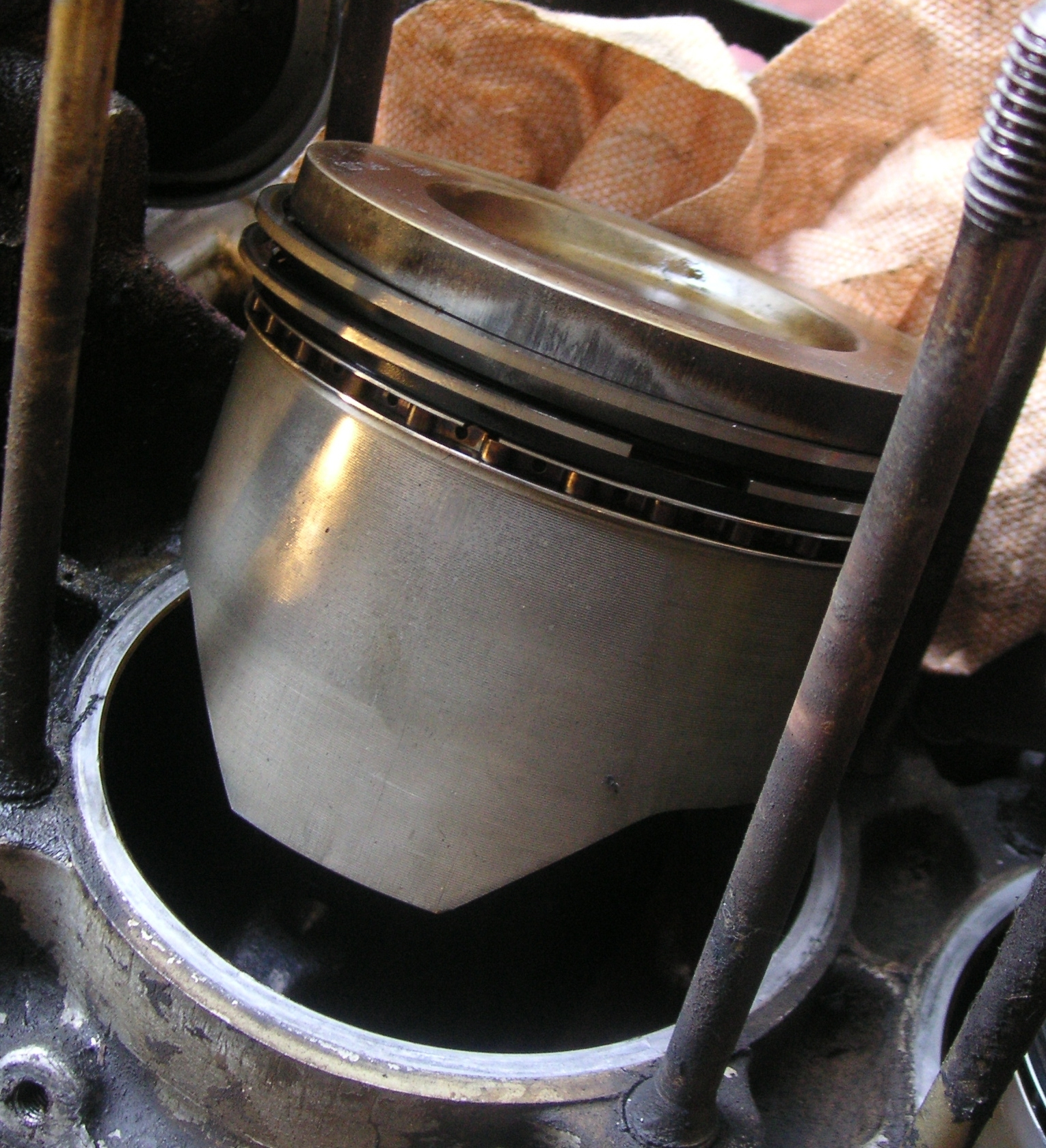
Segments d’un moteur à 4 temps (de haut en bas : le segment de feu, le segment d’étanchéité et le segment racleur).

En mécanique, la segmentation d'un moteur à combustion interne a pour fonction d'assurer l'étanchéité du piston dans le cylindre. La segmentation contribue également à la réfrigération de la tête de piston en assurant le transfert de chaleur vers la chemise réfrigérée. 

## Dispositif mécanique
Les segments (anneaux fendus) sont des pièces composées d'un cercle incomplet en acier élastique, prévues pour s'emboîter dans les gorges du piston. Le diamètre extérieur au repos est légèrement supérieur à celui du cylindre.
Ces pièces sont très minces et cassantes. Elles sont fabriquées à partir d'un ressort d'acier élastique, coupé ensuite en rondelles constituant les segments. Elles sont généralement asymétriques : il faut faire attention au sens de montage lors de l'assemblage du moteur.
L'espace entre les deux extrémités du segment lorsqu'il est introduit dans le cylindre est le jeu à la coupe. Sa mesure permet d'évaluer l'usure du segment.

## Moteur à quatre temps

### Description
Pour un moteur à quatre temps, trois segments sont situés en haut du piston qui assurent l'étanchéité nécessaire à la chambre de combustion et évite les remontées d'huile vers le haut du cylindre.:
- le segment de feu ou coupe-feu, qui est le plus proche de la chambre de combustion, permet à la combustion du mélange de carburant d'imprimer une poussée maximale au piston. Il arrête, comme son nom l'indique, les gaz brûlants et réduit la température de la paroi du piston sous lui ;
- le segment d'étanchéité ou de compression, intermédiaire, assure le complément d'étanchéité des gaz de fuite passés à travers le segment de feu. Il a presque le même aspect que le segment coupe-feu ;
- le segment racleur, le plus bas, est généralement constitué de trois éléments : deux rails très minces, en haut et en bas d'un expandeur élastique perforé, servent à racler l'huile présente sur le cylindre sous le piston pour éviter qu'elle soit brûlée. Cette huile est projetée en permanence sur le cylindre par le mouvement des bielles (graissage par barbotage), par le retour d'huile de lubrification de l'axe de piston ou par des gicleurs spéciaux projetant l'huile sur le piston pour le refroidir.

Sur les gros moteurs Diesel, il est possible de trouver une segmentation plus importante combinée à un graissage par oléopolymètres.

### Lubrification
Les segments contribuent à lubrifier le haut du piston. En effet, le léger jeu au sein de la gorge du piston fait faire au segment des allers et retours lors des mouvements du piston, ce qui a un effet de pompe et permet à une petite quantité d'huile d'atteindre le haut du piston[réf. nécessaire].

### Alignement des fentes des segments ou tierçage
Il est nécessaire, lors du montage, de veiller à ne pas aligner les fentes des segments, par peur de faciliter la fuite des gaz et de l'huile par ce chemin. Cependant, les segments peuvent tourner lors du fonctionnement du moteur et les fentes s'aligner temporairement. Ce phénomène est parfois évoqué pour expliquer une perte temporaire de puissance d'un moteur à petit nombre de cylindres. De plus, les fentes des segments ne doivent pas être alignées avec l'échappement afin d'éviter les retours de flammes.